# Marina Mota
Marina da Conceição Ribeiro Mota (Alcântara, Lisboa, 7 de outubro de 1962) é uma atriz, produtora e cantora portuguesa.
Sendo uma das caras mais conhecidas do humor em Portugal, Marina Mota é detentora de um extenso currículo na área do teatro de revista e dos programas de humor na televisão.

## Biografia
Nasceu e cresceu no bairro de Alcântara, em Lisboa. Tem uma irmã seis anos mais nova, Susana e uma meia irmã, filha do mesmo pai.
Andou na Escola Francisco Arruda. Aos 10 anos inscreveram-na no primeiro Festival da Canção Infantil, feito pela Casa da Imprensa, e venceu. Como prémio, gravou um disco. Em 1982 estreou-se no Teatro ABC com a peça “Chá e Porradas”
Durante muitos anos, além de presença diária nos seus programas televisivos, a artista participou ainda em inúmeras peças de teatro de revista onde, além do desempenho enquanto atriz, também atuava como cantora. A sua voz forte fez mesmo com que chegasse a cantar no Festival RTP da Canção, e a gravar alguns álbuns de fado.
Foi um dos rostos mais emblemáticos da SIC, entre 1993 e 1999, onde protagonizou diversas séries de humor, como Ora Bolas Marina, Marina, Marina, ou Um Sarilho Chamado Marina.
Lançou, no ano 2006, um trabalho discográfico intitulado ESTADOS D'ALMA.
Em 2007, regressa à televisão, depois de alguns anos de ausência no pequeno ecrã, participando em Fascínios (TVI), sendo a primeira vez que participa numa telenovela. É consensualmente reconhecida pelo público como um dos maiores nomes da representação e do humor em Portugal.
Em 2007, regressou 11 anos depois ao Parque Mayer, integrando o elenco da revista HIP HOP' ARQUE no Teatro Maria Vitória (Parque Mayer), onde desempenhou também as funções de encenadora e co-produtora. Seguiu-se a revista PIRATADA À PORTUGUESA, onde para além de actriz, encenadora, co-produtora, e diretora, vem se a estrear como autora ao lado do veterano Francisco Nicholson, esta revista acabou em junho de 2009.
Em 2011, foi convidada por Miguel Falabella para atuar na novela Aquele Beijo, que foi transmitida pela Rede Globo, uma emissora brasileira.
Entre 2013 e 2014, reforça o elenco da novela da  da TVI, Destinos Cruzados. Terminadas as gravações deste projeto, integra o elenco da série de sucesso da RTP1, Bem-Vindos a Beirais.
Estreou-se no Teatro Politeama em 2013, com o peça Grande Revista à Portuguesa, sob encenação de Filipe La Féria. Ainda para o Politeama, seguem-se Portugal à Gargalhada (2014) e Eu Saio na Próxima e Você?, protagonizada pela atriz e João Baião (2018).
Regressa à SIC, em 2016 para integrar o elenco da novela Rainha das Flores. Seguidamente, no mesmo canal reforçou as novelas Espelho d'Água e Vidas Opostas. Manteve-se na estação de Paço de Arcos até 2020, tendo regressado à TVI, nesse ano,  para participar na novela Quer o Destino. Em 2021 dá vida à vilã Antónia Novais em Para Sempre.
No cinema, participou em 2018 no filme Linhas de Sangue e, em 2019, em Portugal Não Está à Venda.
Após três anos na TVI, em 2023 regressa novamente à SIC.  No regresso da atriz ao canal onde ganhou mais notoriedade perante o público, durante a década de 90, começou por participar na telenovela Flor sem Tempo e, em 2024, em Senhora do Mar.
Marina Mota recebeu o Globo de Ouro para Melhor Atriz, na categoria de Teatro, na XXVIII Gala dos Globos de Ouro, da SIC. O prémio foi atribuído pelo seu trabalho na revista Bravo 2023!, do Teatro Praga. Um espetáculo de elogios e louvores, de acidentes, tragédias, risos e críticas, que procura o modo mais justo para tempos conturbados. Nesse ano protagonizou a série da RTP1, Motel Valkirias.
Em 2025, retorna à TVI para dar vida à personagem Anita Moreno, na novela A Protegida.

## Prémios e Reconhecimento
Em 2022, recebeu da Câmara Municipal de Lisboa a Medalha Municipal de Mérito Cultura, no aniversário do 100º aniversário do Parque Mayer, entregue por Carlos Moedas, Presidente da Câmara Municipal .
Marina Mota recebeu o Globo de Ouro para Melhor Atriz, na categoria de Teatro, na XXVIII Gala dos Globos de Ouro, da SIC. O prémio foi atribuído pelo seu trabalho na revista Bravo 2023!, do Teatro Praga. Um espetáculo de elogios e louvores, de acidentes, tragédias, risos e críticas, que procura o modo mais justo para tempos conturbados

## Vida pessoal
Foi casada com o actor Carlos Cunha. Conheceram-se em 1982 e casaram-se em Setembro desse ano no Mosteiro dos Jerónimos, estando Marina grávida da filha Érika (nascida a 9 de março de 1983 (42 anos)). Estiveram casados 14 anos, divorciando-se em 1996. Após o casamento, teve um longo namoro com o ex-jogador de futebol Oceano da Cruz que durou cerca de 11 anos.

## Televisão
| Ano         | Projeto                   | Papel                              | Notas                                               | Canal      |
| ----------- | ------------------------- | ---------------------------------- | --------------------------------------------------- | ---------- |
| 1985        | Arroz Doce                | Participação Especial              | Programa de televisão, apresentado por Júlio Isidro | RTP1       |
| 1986        | Faz de Conta              | Atriz, em rábulas humorísticas     | Série                                               | RTP1       |
| 1987        | A Quinta dos Dois         | Maria da Conceição                 | Série                                               | RTP1       |
| 1988        | O Nosso Século            | Participação Especial num episódio | Telefilme                                           | RTP1       |
| 1989        | Canto Alegre              | Vários Papéis                      |                                                     | RTP1       |
| 1992        | Grande Noite              |                                    |                                                     | RTP1       |
| 1992 - 1993 | Marina, Marina            | Marina Loureiro                    | Protagonista                                        | RTP1       |
| 1993 - 1995 | Ora Bolas Marina          | Vários Papéis                      | Protagonista                                        | SIC        |
| 1996        | Marina Dona de Revista    | Vários Papéis                      | Protagonista                                        | SIC        |
| 1997        | Era Uma Vez               | Vários Papéis                      | Protagonista                                        | SIC        |
| 1998 - 1999 | Um Sarilho Chamado Marina | Marina Montoya                     | Protagonista                                        | SIC        |
| 2000        | Bem-Vinda Marina          | Vários Papéis                      | Protagonista                                        | TVI        |
| 2000 - 2001 | Bora Lá Marina            | Vários Papéis                      | Protagonista                                        | TVI        |
| 2007 - 2008 | Fascínios                 | Rosa Amaral                        | Elenco Principal                                    | TVI        |
| 2011 - 2012 | Aquele Beijo              | Amália Santelmo                    | Elenco Principal                                    | Rede Globo |
| 2013 - 2014 | Destinos Cruzados         | Emília Cabreira                    | Elenco Principal                                    | TVI        |
| 2014 - 2016 | Bem-Vindos a Beirais      | Lucinda Silva                      | Elenco Principal                                    | RTP1       |
| 2016 - 2017 | Rainha das Flores         | Alexandra Piedade                  | Elenco Principal                                    | SIC        |
| 2017 - 2018 | Espelho d'Água            | Sal Silver                         | Elenco Principal                                    | SIC        |
| 2017        | Queridas Manhãs           | Sal Silver                         | Participações                                       | SIC        |
| 2018 - 2019 | Vidas Opostas             | Milene Cruz                        | Elenco Principal                                    | SIC        |
| 2020        | Quer o Destino            | Joana Branco                       | Atriz Convidada                                     | TVI        |
| 2021 - 2023 | Para Sempre               | Antónia Novais                     | Antagonista                                         | TVI        |
| 2023        | Motel Valkirias           | Carolina Carneiro                  | Protagonista                                        | RTP1       |
| 2023        | Casa Feliz                | Matilde                            | Participações                                       | SIC        |
| 2023 - 2024 | Flor sem Tempo            | Julieta Formiga                    | Elenco Principal                                    | SIC        |
| 2024 - 2025 | Senhora do Mar            | Judite Gonçalves                   | Participação Especial                               | SIC        |
| 2025        | A Protegida               | Anita Moreno                       | Participação Especial                               | TVI        |

## Teatro
- 1982 - Chá e porradas (no Teatro ABC)
- 1983 - Sempre a aviar (no Teatro ABC)
- 1983 - Quem me acaba o resto (no Teatro Maria Vitória)
- 1984 - O bem tramado (no Teatro Maria Vitória)
- 1985 - Não batam mais no Zézinho (no Teatro Maria Vitória)
- 1986 - Isto é Maria Vitória (no Teatro Municipal Maria Matos)
- 1987 - Escrita em dia (no Teatro Municipal Maria Matos)
- 1987 - Toma Lá Revista (no Teatro Municipal Maria Matos)
- 1988 - A Prova dos Novos (no Teatro Variedades)
- 1990 - Vitória, Vitória (no Teatro Maria Vitória)
- 1996 - Ora Bolas Pró Parque (no Teatro Maria Vitória)
- 2007 - Hip Hop'arque! (no Teatro Maria Vitória)
- 2008 - Piratada à Portuguesa (no Teatro Maria Vitória)
- 2009 - Isto agora ou vai ou Marcha (tournée)
- 2010 - 3 em Lua de Mel (tourneé)
- 2013 - Grande Revista à Portuguesa (no Teatro Politeama)
- 2014 - Portugal à Gargalhada (no Teatro Politeama)
- 2016 - Juntos em Revista (tourneé)
- 2017 - Tempestade num Copo D´ Água (tourneé)
- 2018 - Eu Saio na Próxima e Você? (no Teatro Politeama)

## Cinema
- 1991 - Um Crime de Luxo
- 2018 - Linhas de Sangue
- 2019 - Portugal não está à venda

## Discografia
- 19?? - Meu Nome
- 19?? - Bonecas
- 19?? - Fados
- 19?? - Símbolos da Liberdade
- 19?? - Amor de Neta
- 19?? - Só Lisboa
- 19?? - Ferro Velho
- 19?? - Não batam mais no Zézinho
- 1989 - Partir de mim
- 19?? - Teu Corpo, Minha Lei
- 19?? - Fado Vitória
- 1989 - Coisas do Amor
- 1998 - Marina Mota Encanta
- 1999 - O Melhor dos Melhores
- 2005 - Estados de Alma

## Participações especiais
- 1994 - As Nossas Estrelas
- 1994 - A Grande Noite
- 1996/99 - Mundo VIP
- 2000 - Bem-Vinda Marina
- 2006 - Herman SIC
- 2006 - Dança Comigo
- 2006 - Inauguração do Campo Pequeno
- 2007 - As Maravilhas do Mundo e de Portugal
- 2011 - Nico à Noite
- 2020 - Cá Por Casa